# Нида (село)
Ни́да (рос. Ныда) — село у складі Надимського району Ямало-Ненецького автономного округу Тюменської області, Росія. Адміністративний центр та єдиний населений пункт Нидинського сільського поселення.

## Етимологія
Назва, можливо, походить від ненецького ңыда(сь) зі значенням «повісити, розвішані» або «здати на приймальний пункт (рибу)».

## Географія
Розташоване за 125 км на північ від Надиму, у гирлі однойменної річки.

## Історія
Засноване 1896 року комі-іжемським купцем Ануфрієвим. За словами старожилів, перші стаціонарні дерев'яні споруди та купецький будинок зі складськими приміщеннями на території Ниди були споруджені в 1896—1898 роках.
З 1936 по 1972 роки село було адміністративним центром Надимського району.
У 1970-их роках Нида була перевалочною базою для першопрохідців газових родовищ на початку будівництва міст Надим, Новий Уренгой, селищ Пангоди, Ямбург та інших.
Інтенсивне будівництво в селі почалося в 1970-их роках. Саме в цей період були побудовані основні об'єкти соціально-культурного, промислового та побутового призначення, житлові будинки.

## Населення
Населення — 1841 особа (2017, 1792 у 2010, 1795 у 2002).
Національний склад станом на 2002 рік: ненці — 44 %, росіяни — 28 %.

## Економіка
Основне підприємство — ЗАТ «Нидинське», що займається оленярством та хутровим промислом.

### Транспорт
Постійний зв'язок з іншими населеними пунктами Нида має тільки повітряним транспортом — вертольотами. Сезонний зв'язок здійснюється в літню пору річковим сполученням, взимку — по зимниках.